# Spoorwegdoorgang Boerenhol

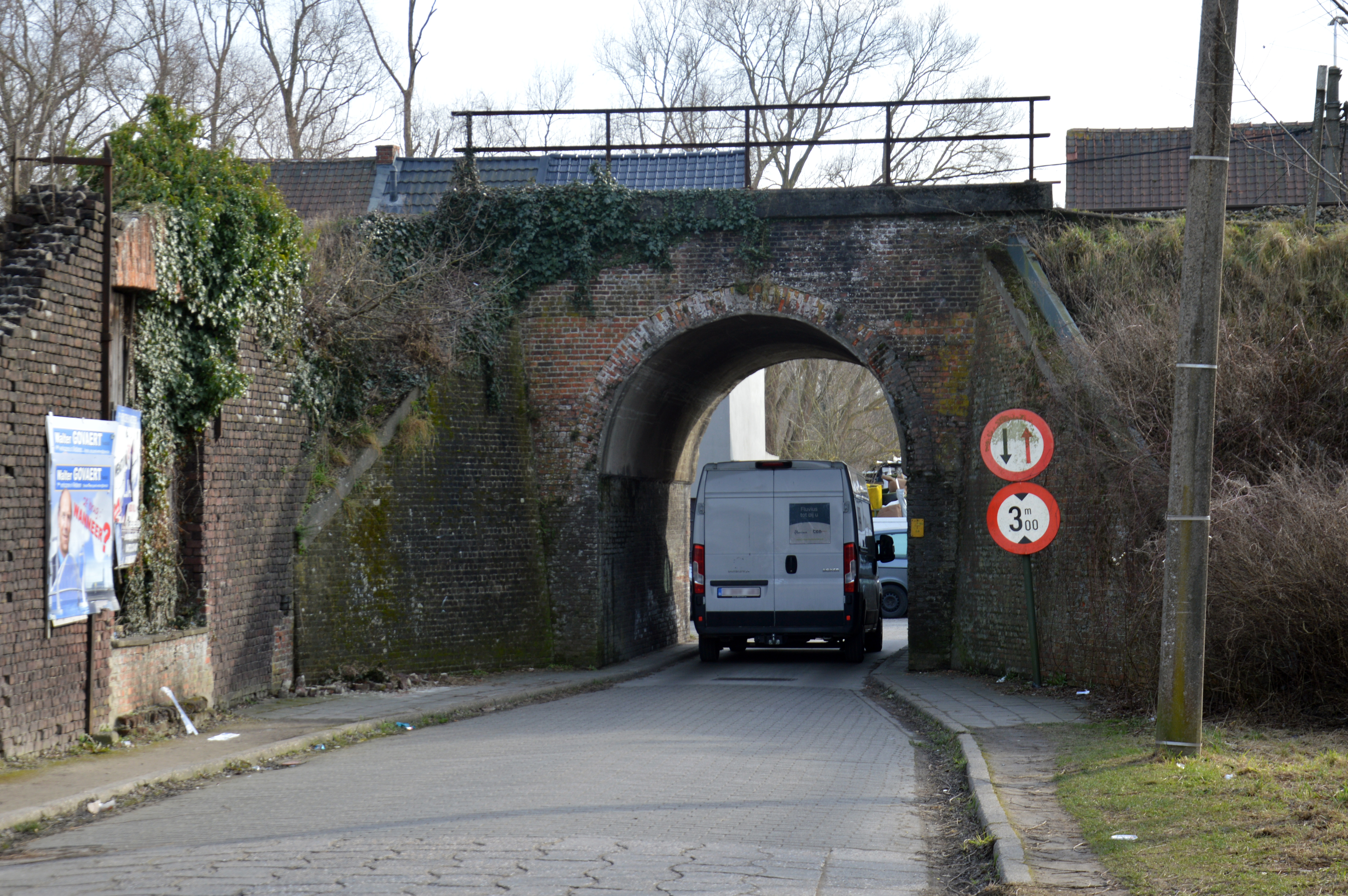
Het Boerenhol in 2025

Het Boerenhol is een onderdoorgang onder de spoorlijn Brussel-Gent (lijn 50) in de Belgische gemeente Wetteren.
De onderdoorgang werd ingehuldigd bij de opening van de lijn, in september 1837, een paar jaar na de eerste Belgische treinrit. Het Boerenhol is erkend als bouwkundig erfgoed.
De doorgang bestaat uit een bakstenen boogconstructie van 3,5 meter breed, 3 meter hoog en 4 meter diep. De Neerstraat die eronderdoor gaat is anno 2025 eenrichtingsverkeer voor autoverkeer. Op termijn zou het Boerenhol afgesloten worden voor doorgaand verkeer; er zullen dan alleen nog fietsers en voetgangers mogen passeren.
Het is naast de spoorwegovergang in Overbeke en de IJzeren brug een van de drie manieren om in het centrum van Wetteren met de auto de spoorlijn te kruisen.